# Heptanthus
Heptanthus là một chi thực vật có hoa trong họ Cúc (Asteraceae).

## Loài
Chi Heptanthus gồm các loài: